# Rudnik (gemeente in powiat Raciborski)
De gemeente Rudnik is een landgemeente in het Poolse woiwodschap Silezië, in powiat Raciborski.
De zetel van de gemeente is in Rudnik.
Op 30 juni 2004 telde de gemeente 5207 inwoners.

## Oppervlakte gegevens
In 2002 bedroeg de totale oppervlakte van gemeente Rudnik 73,94 km², waarvan:
- agrarisch gebied: 85%
- bossen: 7%

De gemeente beslaat 13,59% van de totale oppervlakte van de powiat.

## Demografie
Stand op 30 juni 2004:
| Omschrijving                   | Totaal | Totaal | Vrouwen | Vrouwen | Mannen | Mannen |
| ------------------------------ | ------ | ------ | ------- | ------- | ------ | ------ |
| eenheid                        | aantal | %      | aantal  | %       | aantal | %      |
| inwoners                       | 5207   | 100    | 2667    | 51,2    | 2540   | 48,8   |
| bevolkingsdichtheid (inw./km²) | 70,4   | 70,4   | 36,1    | 36,1    | 34,4   | 34,4   |

In 2002 bedroeg het gemiddelde inkomen per inwoner 1287,39 zł.

## Administratieve plaatsen (sołectwo)
Brzeźnica, Czerwięcice, Gamów, Grzegorzowice, Jastrzębie, Lasaki, Ligota Książęca, Łubowice, Modzurów, Ponięcice, Rudnik, Sławików, Strzybnik, Szonowice.

## Aangrenzende gemeenten
Baborów, Cisek, Kuźnia Raciborska, Nędza, Pietrowice Wielkie, Polska Cerekiew, Racibórz